# Agnes av Österrike (1154–1182)
Agnes av Österrike , född 1154, död 1182, var en ungersk drottning och hertiginna av Kärnten. Hon gifte sig år 1168 med kung Stefan III av Ungern och år 1173 med Herman II av Kärnten. 

## Biografi
Hon var dotter till hertig Henrik II av Österrike och Theodora Komnena. 
Hennes far skötte år 1166 förhandlingarna vid en vapenvila mellan Ungern och Bysans och föreslog då äktenskap mellan Agnes och kung Stefan III av Ungern. Stefan gifte sig dock med en annan 1167, men efter att det äktenskapet upplöstes återupptogs och fullföljdes äktenskapsförhandlingarna med Österrike. Agnes fick år 1168 en son, Bela, men han dog snart efter födelsen. Det är möjligt att hon födde ytterligare ett barn strax före makens död 1172, men om så vore var barnet dödfött eller dog strax efter födelsen. Vid tidpunkten för Stefans död var hennes far på besök i Ungern och efter makens begravning följde hon fadern tillbaka till Österrike. Året därpå, 1173, gifte hon om sig med hertig Herman II av Kärnten. Hon fick två söner med sin andra man.